# Théophile-Narcisse Chauvel
Théophile-Narcisse Chauvel, född den 2 april 1831 i Paris, död där i januari 1909, var en fransk målare och gravör.
Chauvel ägnade sig åt landskapsmålning och utförde en följd av lyckade landskap. Sådana är exempelvis Parken vid Neuilly (1855), Skogen vid Fontainebleau (1859), Minne från Montpellier (1872) med flera. Berömda är även hans gravyrer efter Dupré, Corot, Rousseau och Daubigny, varjämte han på senare tid ägnade sig åt etsning och litografi.